# ایکر بنیتو
ایکر بنیتو (انگلیسی: Iker Benito؛ زادهٔ ۱۰ اوت ۲۰۰۲) بازیکن فوتبال است که در پست وینگر راست برای باشگاه فوتبال اوساسونا بازی می‌کند.